# Gusneiver Gil
Gusneiver José Gil Briceño (Trujillo, 9 de mayo de 1987) es un ciclista profesional venezolano.
Ha participado en la Vuelta al Táchira, Vuelta a Venezuela y otras competencias nacionales.

## Palmarés
2007
- 2.º en 1.ª etapa Vuelta a Yacambu-Lara  Venezuela
- 1.º en 7.ª etapa Vuelta Internacional al Estado Trujillo  Venezuela

2008
- 2.º en 2.ª etapa Vuelta Internacional al Estado Trujillo, Flor de Patria  Venezuela
- 3.º en 3.ª etapa Vuelta Internacional al Estado Trujillo, Sabana Libre  Venezuela
- 3.º en Clasificación General Final Vuelta Internacional al Estado Trujillo  Venezuela
- 1.º en 5.ª etapa Vuelta a Yacambu-Lara, Yaritagua  Venezuela

2010
- 4.º en Apertura Temporada de Trujillo  Venezuela
- 4.º en Clásico Aniversario Federación Ciclista de Venezuela, Guanare  Venezuela
- 8.º en Campeonato de Venezuela de Ciclismo en Ruta, Ruta, Valera  Venezuela

2011
- 10.º en Clásico Aniversario Federación Ciclista de Venezuela, Guanare  Venezuela
- 3.º en 3.ª etapa Vuelta Internacional al Estado Trujillo, Valera  Venezuela
- 3.º en 4.ª etapa Vuelta Internacional al Estado Trujillo, Virgen de la Paz  Venezuela
- 2.º en Clasificación General Final Vuelta Internacional al Estado Trujillo  Venezuela

2012
- 3.º en 3.ª etapa Clásico Ruta de la Victoria, Valera  Venezuela
- 4.º en Clasificación General Final Clásico Ruta de la Victoria  Venezuela

2013
- 1.º en 5.ª etapa Vuelta al Táchira, La Grita  Venezuela
- 1.º en 1.ª etapa Apertura Temporada de Trujillo  Venezuela
- 5.º en Clasificación General Final Apertura Temporada de Trujillo Venezuela
- 3.º en 5.ª etapa parte B Vuelta a Barinitas  Venezuela
- 6.º en Campeonato de Venezuela de Ciclismo en Ruta, Ruta, Santa Cruz de Mora  Venezuela
- 2.º en 8.ª etapa Vuelta a Venezuela, Valencia  Venezuela
- 3.º en 2.ª etapa Vuelta a Tovar  Venezuela
- 2.º en 1.ª etapa Vuelta Internacional al Estado Trujillo, Trujillito  Venezuela
- 3.º en 5.ª etapa Vuelta Internacional al Estado Trujillo, Virgen de la Paz  Venezuela
- 2.º en Clasificación General Final Vuelta Internacional al Estado Trujillo  Venezuela

2015
- 1.º en 2.ª etapa Vuelta a Barinitas  Venezuela
- 3.º en Clasificación General Final Vuelta a Barinitas  Venezuela
- 4.º en 10.ª etapa Vuelta a Venezuela, Caracas  Venezuela
- 1.º en 2.ª etapa Vuelta Internacional al Estado Trujillo  Venezuela
- 3.º en 3.ª etapa Vuelta Internacional al Estado Trujillo  Venezuela
- 2.º en 4.ª etapa Vuelta Internacional al Estado Trujillo  Venezuela

## Equipos
- 2013  Gobernación del Zulia